# Sphaeromopsis amathitis
Sphaeromopsis amathitis är en kräftdjursart som beskrevs av David Malcolm Holdich och Jones 1973. Sphaeromopsis amathitis ingår i släktet Sphaeromopsis och familjen klotkräftor. Inga underarter finns listade i Catalogue of Life.